# Quirlblättriges Weidenröschen
Das Quirlblättrige Weidenröschen (Epilobium alpestre), auch Quirl-Weidenröschen genannt, ist eine Pflanzenart aus der Gattung der Weidenröschen (Epilobium) innerhalb der Familie der Nachtkerzengewächse (Onagraceae).

## Beschreibung

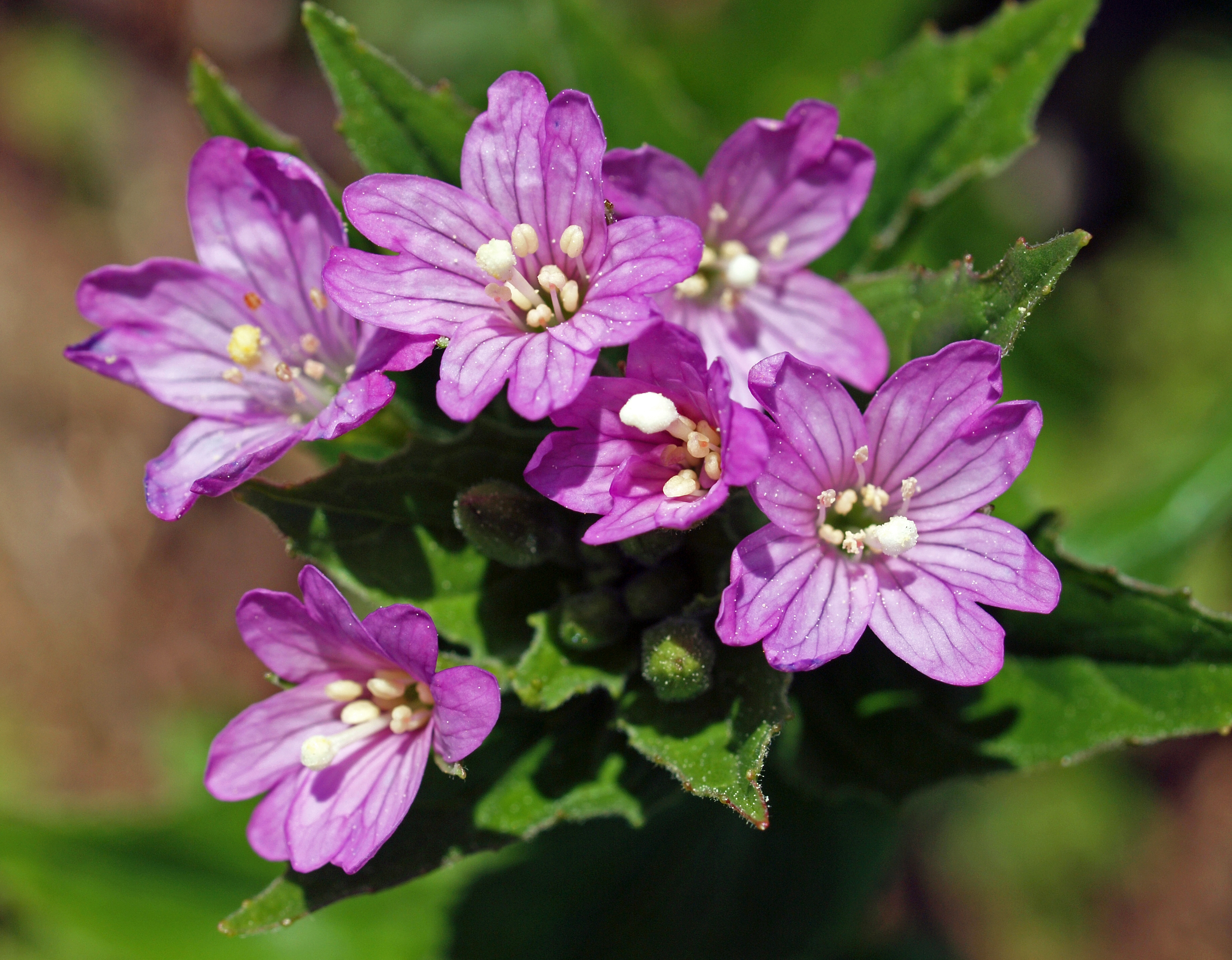
Blüten

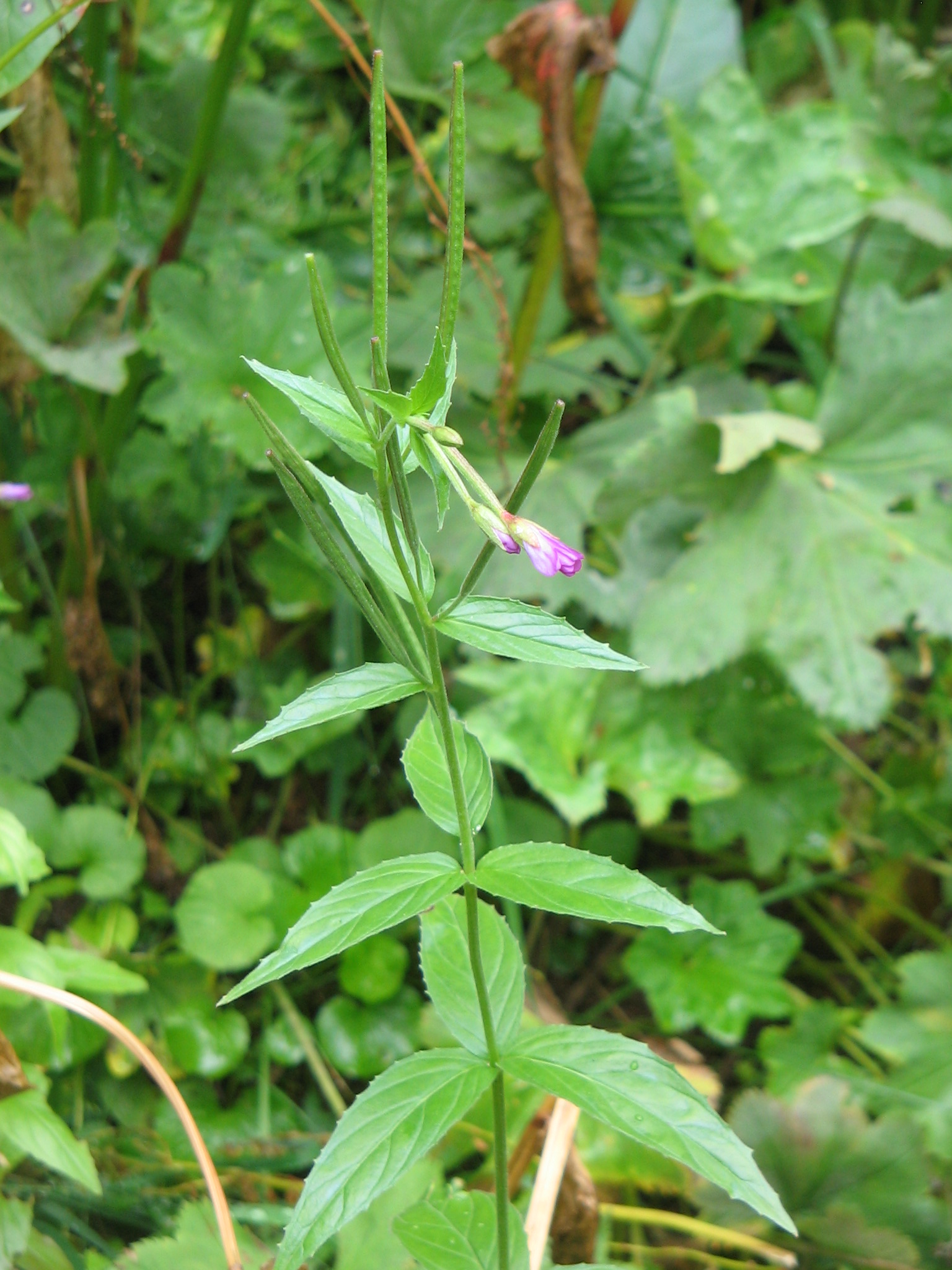
Stängel mit Laubblättern und Früchte

### Vegetative Merkmale
Das Quirl-Weidenröschen ist eine ausdauernde krautige Pflanze und erreicht Wuchshöhen von 20 bis 70, selten 100 Zentimetern. Es besitzt ein kurzes Rhizom. Zur Blütezeit gibt es keine Ausläufer, im Herbst werden am Wurzelhals unterirdische Ausläufer gebildet. Die meist einzeln stehenden, aufrechten Stängel sind weitgehend kahl, aber im unteren Bereich kantig mit zwei, im mittleren Bereich mit vier erhabenen, dicht flaumig behaarten Längsleisten und im oberen Bereich im Querschnitt rund. Die Stängel sind oberen Drittel mit kurz verzweigt.
Die frisch-grünen Laubblätter stehen im mittleren und oberen Bereich zu dritt oder selten zu viert in Quirlen, im unteren Bereich sind sie gegenständig. Die unteren Laubblätter sind kurz gestielt, die mittleren sitzend und leicht stängelumfassend. Sie sind 2,5 bis 8 Zentimeter lang und 1 bis 2,5 Zentimeter breit. Sie sind verkehrt-eiförmig und haben einen abgerundeten Blattgrund. Der Blattrand ist mit 1 Millimeter langen Zähnen stark gezähnt. Blattrand und Blattadern sind auf beiden Seiten flaumig behaart. Die Blattunterseite ist glänzend.

### Generative Merkmale
Die Blütezeit reicht von Juli bis September. Die Blüten sind radiärsymmetrisch, 8 bis 18 Millimeter lang und haben eine lange Röhre. Der Achsenbecher ist auf den Flächen mit abstehenden Drüsenhaaren besetzt, auf den Kanten sitzen leicht gekrümmte, drüsenlose Haare. Die Kelchblätter sind bei einer Länge von 3 bis 5 Millimetern eiförmig-lanzettlich und verschmälern sich allmählich ins stumpfe obere Ende. Die hell-purpurfarbene Krone ist trichterförmig. Die Kronblätter sind 6 bis 10 Millimeter lang, schmal und tief eingeschnitten. Der aufrechte Griffel endet in einer keulenförmigen Narbe. 
Die Kapselfrucht ist 6 bis 8 Zentimeter lang und ist auf den Flächen abstehend, fein drüsig behaart und an den Kanten sind leicht gekrümmte, drüsenlose Trichome vorhanden. Die Samen sind bei einer Länge von etwa 1,8 Millimetern spindelförmig oder eiförmig mit kurz verschmälerter Basis und das obere Ende läuft in einem kurzen, durchscheinenden Anhängsel aus. Die Samenschale ist undeutlich warzig.
Die Chromosomenzahl beträgt 2n = 36.

## Ökologie
Die Blüten schließen sich bei Nacht und bei regnerischem Wetter und durch diese Bewegungen werden die längeren Staubblätter an die Narbe gedrückt und es erfolgt Selbstbestäubung.

## Vorkommen
das Verbreitungsgebiet des Quirlblättrigen Weidenröschens umfasst Europa und Vorderasien. Es gibt Vorkommen in den Ländern Spanien, Frankreich, Deutschland, Schweiz, Italien, Tschechien, Slowakei, Polen, Österreich, Slowenien, Kroatien, Bosnien und Herzegowina, Serbien, Kosovo, Montenegro, Albanien, Nordmazedonien, Griechenland, Bulgarien, Rumänien, Ukraine, Georgien und die Türkei.
Das Quirlblättrige Weidenröschen kommt in Mitteleuropa kommt in den Alpen häufig, im Alpenvorland und in den Mittelgebirgen zerstreut vor.
Es wächst in Hochstaudengesellschaften auf feuchtem Geröll, auf Lägerfluren und in Grünerlengebüschen. Es kommt bevorzugt auf sickerfrischen, nährstoffreichen und humosen Ton- und Lehmböden vor. Es ist ein Nährstoffzeiger. Es kommt in der montanen bis subalpinen Höhenstufe vor und steigt meist nur bis in Höhenlagen von 1870 Metern, in Ausnahmefällen (an der Höferspitze in Vorarlberg) aber auch bis 2131 Meter. In Graubünden erreicht es 2250 Meter und im Kanton Wallis 2400 Meter.
Im pflanzensoziologischen System ist es in Mitteleuropa eine Charakterart der Ordnung Adenostyletalia, der Hochstaudenfluren und Hochstaudengebüsche.
Die ökologischen Zeigerwerte nach Landolt et al. 2010 sind in der Schweiz: Feuchtezahl F = 4 (sehr feucht), Lichtzahl L = 3 (halbschattig), Reaktionszahl R = 4 (neutral bis basisch), Temperaturzahl T = 2+ (unter-subalpin und ober-montan), Nährstoffzahl N = 4 (nährstoffreich), Kontinentalitätszahl K = 2 (subozeanisch).

## Taxonomie
Die Erstveröffentlichung erfolgte 1762 als Varietät Epilobium montanum var. alpestre durch Nikolaus Joseph von Jacquin Jacq. in Enumeratio stirpium plerarumque, quae sponte crescunt in agro vindobonensi, montibusque confinibus, Seite 239, Nr. 35. Den Rang einer Art unter dem Namen Epilobium alpestre (Jacq.) Krock. hat sie 1787 durch Anton Johann Krocker in  Flora Silesiaca, Band 1, Seite 605 erhalten. Ein Synonym für Epilobium alpestre (Jacq.) Krock. ist Epilobium trigonum Schrank.